# Tibouchina cistoides
Tibouchina cistoides là một loài thực vật có hoa trong họ Mua. Loài này được (Griseb.) Cogn. miêu tả khoa học đầu tiên năm 1891.